# Bleptina nisosalis
Bleptina nisosalis är en fjärilsart som beskrevs av Walker 1858. Bleptina nisosalis ingår i släktet Bleptina och familjen nattflyn. Inga underarter finns listade i Catalogue of Life.